# Carpinus rupestris
Carpinus rupestris là một loài thực vật có hoa trong họ Betulaceae. Loài này được A.Camus mô tả khoa học đầu tiên năm 1929.